# Francisco Serrão
Francisco Serrão (? - Ternate, 1521) va ser un explorador portuguès i cosí de Fernão de Magalhães. El 1512 es va convertir en el primer europeu a viatjar més enllà de Malaca, a través d'Indonèsia cap a les "Illes de les Espècies". S'alià amb el sultà Bayan Sirrullah que governava a Ternate, convertint-se en el seu assessor personal. Es quedà a viure a Ternate, on morí al mateix temps que Magalhães.

## Viatge a les Índies
Serrão va servir com a capità al vaixell Sabaia, un dels tres vaixells de l'expedició encapçalada per António de Abreu, i enviada des de Malaca per Afonso de Albuquerque per trobar les "Illes de les Espècies" el 1511. Banda era l'única font de nou moscada i macís, espècies emprades com a saboritzants, en medicaments, conservants i que eren molt valorades als mercats europeus. El portuguesos va tractar de dominar la font, en lloc de dependre dels comerciants àrabs que les venien al venecians a preus exorbitants.
Amb una tripulació de 120 portuguesos i 60 esclaus foren guiats per pilots malais, reclutats per guiar-los a través de Java, les Illes Petites de la Sonda i Ambon, a les illes de Banda, on van arribar a principis de 1512. Un cop a Gresik, Java, es va casar amb una dona javanesa que l'acompanyà en la resta del viatge. El 1512 el seu vaixell va naufragar, però pogué arribar fins a l'illa de Luco-Pino, al nord d'Ambon. L'expedició va romandre a la zona al voltant d'un mes, comprant i omplint el vaixell amb nou moscada i clau d'espècia, en el que havia de ser un pròsper negoci. Posteriorment Abreu navegà cap a Ambon mentre el vaixell de Serrão s'avançava cap a les Moluques, però naufragà a Ternate. Allà passà a exercir d'assessor personal del sultà Bayan Sirrullah, un dels poderosos senyors que controlaven el comerç de les espècies, alhora que decidia quedar-s'hi a viure, sense fer cap mena d'esforç en tornar a Malaca.

## Darrers anys
Les cartes de Serrão a Fernão de Magalhães, portades a Portugal a través de Malaca, en què es descriuen les Illes de les Espècies, ajudaren a Magalhães a convèncer la Corona castellana per finançar el seu viatge de circumnavegació. Abans que ambdós poguessin trobar-se a les Moluques, Serrão morí en circumstàncies misterioses a Ternate, quasi al mateix temps que Magalhães moria en la batalla a les Filipines. Una teoria suggereix que Serrão fou enverinat pel sultà de Ternate.